# Begehungsstil
Ein Begehungsstil definiert im Freiklettern die Rahmenbedingungen, unter denen eine Kletterroute begangen wird.

## Notwendigkeit der Unterscheidung verschiedener Stile
Prinzipiell ist es jedem selbst überlassen, zu entscheiden, unter welchen Voraussetzungen er eine Route für sich als geschafft oder geklettert bezeichnet. Sobald jedoch die Leistungen verschiedener Kletterer verglichen werden sollen, ist eine Unterscheidung in verschiedene Begehungsstile notwendig, da vor allem die psychischen, aber auch die körperlichen Anforderungen und die Anforderungen an die Motorik der unterschiedlichen Stile teilweise deutlich voneinander abweichen.
Im Allgemeinen gilt eine Route als geklettert, wenn sie im Rotpunkt- oder einem schwierigeren Stil begangen wurde. Es hat sich deshalb eingebürgert, von einer Rotpunkt-Begehung auszugehen, wenn nicht explizit ein anderer Begehungsstil angegeben wird. Diese Praxis führt aber immer wieder zu Missverständnissen, da vor allem Neulinge, die mit den Unterschieden der Stile und Sicherungsarten noch nicht vertraut sind, dazu neigen, eine in einem niedriger bewerteten Stil begangene Route ohne Angabe des Stils als geklettert anzugeben.

## Gebräuchliche Begehungsstile
Die Stile Rotpunkt, Flash und On Sight sind weltweit bekannt. Begehungen in diesen Stilen werden allgemein als vollwertige Begehungen akzeptiert.
Die Bezeichnungen On Sight und Flash finden sich in derselben Bedeutung auch beim Bouldern. Eine Begehung nach mehreren Versuchen, wie sie einer Rotpunkt-Begehung entsprechen würde, wird dort nicht näher bezeichnet, da die von Rotpunkt gestellten Bedingungen beim Bouldern bereits den Bedingungen des Freikletterns entsprechen.

### Rotpunkt
Der Begriff Rotpunkt bezeichnete ursprünglich das freie Durchsteigen einer dem Kletterer bekannten Kletterroute im Vorstieg in einem Zug, wobei die Sicherungskette nicht belastet wird und alle Zwischensicherungen selbst angebracht werden. Heute werden auch Durchstiege von Kletterern als Rotpunkt bezeichnet, wenn die Zwischensicherungen bereits eingehängt sind. Dies war in der ursprünglichen Definition von Kurt Albert auch erlaubt, wird aber kontrovers diskutiert. Hingegen wird bei Clean-Begehung zwischen Pinkpoint und Rotpunkt klar unterschieden.
Das Nicht-Belasten der Sicherungskette als definitorisches Merkmal einer Rotpunkt-Begehung bedeutet, dass die Route ohne Sturz, Ausruhen im Seil oder Hochziehen an Haken in einem Zug durchstiegen wird. Das Anbringen von Zwischensicherungen kann je nach Route unterschiedlich schwierig ausfallen: Bei Routen, die komplett mit Bohrhaken bestückt sind, sind lediglich Expressschlingen anzubringen, während bei Routen, die teilweise oder ganz selbst abgesichert werden müssen, auch das Legen von Klemmkeilen und anderen mobilen Sicherungsmitteln nötig ist. Der Kletterer darf vor der Rotpunkt-Begehung beliebig oft in der Route klettern. Eine Route mit mehreren Seillängen gilt nur dann für einen Kletterer als Rotpunkt geklettert, wenn er alle Seillängen vorgestiegen ist. Wollen in einer Mehrseillängenroute beide Kletterer einer Seilschaft die Route Rotpunkt begehen, so müssen sie die Route zweimal durchsteigen, wobei jeder Kletterer jede Seillänge einmal vorsteigen muss.
Als Erstbegeher einer Freikletter-Route gilt, wer diese als erster Rotpunkt durchsteigt. Ebenso bezieht sich die Schwierigkeitsbewertung einer Route auf den Rotpunkt-Stil.
Der Begriff Rotpunkt wurde durch Kurt Albert geprägt, der alte Routen, die bis dahin nur technisch geklettert worden waren, mit einem roten Punkt am Einstieg kennzeichnete, wenn ihm eine freie Begehung gelungen war. Die erste von Albert mit einem roten Punkt versehene Route ist der Adolf-Rott-Ged.-Weg am Felsen „Streitberger Schild“ im Frankenjura. Die Inspiration zum roten Punkt stammt von dem Symbol auf einer Kaffeekanne der Marke ROTPUNKT (ROTPUNKT Dr. Anso Zimmermann GmbH), die in der „Kletter“-WG von Albert genutzt wurde.
Die Idee des Freikletterns schaute sich Kurt Albert 1974 bei einem Besuch im Elbsandsteingebirge der dortigen Kletterszene ab. Im Englischen übernahm man den Begriff als redpoint. Auch in den USA wurde in diesem Stil geklettert, den der Deutschamerikaner Fritz Wiessner vor dem Zweiten Weltkrieg aus Sachsen in die USA mitgebracht hatte. Nach Meinung Kurt Alberts ist das Legen der Sicherung (Expresse bzw. Klemmkeile etc.) nicht notwendig für eine Rotpunktbegehung, da dies nur den Kletterfluss hemmt. Insbesondere Routen der oberen Schwierigkeitsgrade werden ganz überwiegend mit eingehängten Expressen „gerotpunktet“.

### Flash
Flash bezeichnet die Rotpunkt-Begehung einer dem Kletterer unbekannten Route im ersten Versuch, wobei dem Kletterer Informationen über die Route zur Verfügung stehen, die über allgemein bekannte Fakten wie Name, Schwierigkeitsgrad, Höhe und Ähnliches hinausgehen.
„Im ersten Versuch“ bedeutet, dass der Kletterer noch nie in der Route geklettert sein darf, beim Flash hat er aber bereits Informationen über die Route, beispielsweise über gute Rastpositionen, Griffqualitäten oder Positionen zum Anbringen von Sicherungen. Diese kann er unter anderem durch Beobachten anderer Kletterer in der Route, Abseilen über die Route oder durch „Ansagen“ bestimmter Besonderheiten durch andere Kletterer („Beta“) erhalten.

### On Sight
Als On Sight, On-Sight oder auch Onsight (englisch für „auf Sicht“) wird eine Begehung einer unbekannten Route im ersten Versuch bezeichnet, wobei der Kletterer außer den allgemein bekannten Fakten keine weiteren Informationen über die Route hat, insbesondere noch keinem anderen Kletterer in der Route zugesehen hat. Ursprünglich galt eine Begehung nur dann als „On-Sight“, wenn während der Begehung alle Sicherungen aus der Kletterposition gelegt wurden. Heutzutage ist es vor allem bei schweren Routen üblich, fix in der Wand belassene Schlingen zu verwenden.
Der Kletterer darf hierfür die Route vor dem Versuch lediglich vom Boden aus besichtigen. On Sight ist deshalb der schwierigste der bisher genannten Stile, da hier ein gutes Gespür für mögliche Bewegungsabläufe und/oder eine hohe Kraftausdauer nötig sind, um auch Stellen zu meistern, an denen man nicht den optimalen Bewegungsablauf gefunden oder gesehen hat.
Üblicherweise wird bei Kletterwettkämpfen im On-Sight-Modus geklettert. Hierbei haben die Athleten die Möglichkeit, die zu bewältigende Route zu Beginn des Wettkampfes für einige Minuten vom Boden aus zu begutachten. Allerdings dürfen die Teilnehmer einander beim Klettern nicht zusehen, da die später startenden Athleten dadurch einen Vorteil hätten.

### Clean oder Tradklettern
Beim Clean-Climbing (englisch auch „Trad“ für „traditionell“) gibt es die zusätzliche Schwierigkeit, dass alle Sicherungspunkte aus mobilen Sicherungsmitteln (Klemmkeile, Friends und ähnliche) bestehen, vom Vorsteiger während der Begehung angebracht werden und nach der Tour wieder entfernt werden. Dieser Stil wird angewandt, wenn keine fixen Sicherungsmittel in der Tour vorhanden sind. Clean stellt zusätzliche Anforderungen an den Kletterer, da das Anbringen von mobilen Sicherungsmitteln mehr Zeit und damit mehr Kraft in Anspruch nehmen kann als das simple Einhängen einer Expressschlinge in einen Bohrhaken. Auch verlangt dieser Stil Erfahrung, die Stellen zu erkennen, an denen die Sicherungsmittel sinnvoll eingesetzt werden können, und Vertrauen in die selbst gesetzten Sicherungen. In Mitteleuropa, bis auf einzelne Gebiete wie im Elbsandsteingebirge, eher ungebräuchlich und selten begangen, ist traditionelles Klettern in Großbritannien noch eher anzutreffen.

## Weniger gebräuchliche Begehungsstile
Neben den oben genannten Stilen existieren einige weitere Bezeichnungen, die aber kaum üblich sind und auch wenig benutzt werden.

### Pinkpoint
Beim Pinkpoint wird im Gegensatz zum Rotpunkt mit bereits installierten Zwischensicherungen geklettert.

### a. f. (alles frei)
Bei einer a.-f.-Begehung (a. f.: alles frei oder all free) darf an den Sicherungspunkten geruht werden. Nach dem Ruhen muss aus der letzten Kletterstellung weiter geklettert werden, die der Kletterer innehatte, bevor er sich am Haken ausruhte. a. f. ist vor allem im Elbsandsteingebirge gebräuchlich und per Regelwerk anerkannt.

### Hangdogging
Beim Hangdogging wird nach Belastung der Sicherungskette (das kann auch ein Sturz sein) von der Stelle aus weiter geklettert, an der man sich gerade befindet.

### Rotkreis
Eine Rotkreis-Begehung (in den USA auch Yo-yo-ing genannt) ist die Begehung einer Route im Vorstieg, wobei bei einem Sturz zum letzten Stand, No-Hands Rest (Stelle, an der man ohne Benutzung der Hände stehen kann) oder bis zum Boden abgelassen wird und die Route/Seillänge wieder von Anfang an geklettert wird.

### Team Free(style)
In Routen mit mehreren Seillängen sind so genannte Team Free(style)-Begehungen möglich. Dabei steigt eines der Seilschaftsmitglieder eine Seillänge vor, während der andere mit beliebigen Mitteln (auch technische Kletterei oder Steigklemmen sind hier nicht unüblich) nachsteigt. Die Rolle des Vorsteigers kann wechseln, so dass die Mitglieder der Seilschaft am Ende sozusagen eine gemeinsame Rotpunkt-Begehung gemacht haben.

### Solo
Bei Solo-Begehungen wird die Route alleine mit Selbstsicherung durchgeführt. Dieser Begehungsstil war vor allem im Alpenraum eine sehr verbreitete Begehungsvariante. Herausragende Vertreter waren Hermann Buhl, Walter Bonatti und Reinhold Messner.

### Free Solo
Als Free Solo wird das Klettern einer Route ohne Sicherung bezeichnet. Ein Fehler würde zum Absturz und damit zu schweren bis tödlichen Verletzungen führen. Üblicherweise findet beim Free Solo der Rotpunkt-Stil Anwendung, Flash- und On-Sight-Begehungen an der Leistungsgrenze sind äußerst riskant und werden nur von sehr wenigen Kletterern und selten gemacht, dann aber meist publikumswirksam.

### Deep Water Solo
Klettern ohne Sicherung über tiefem Wasser (z. B. an Klippen) wird als Deep Water Soloing oder Psicobloc bezeichnet.

### Free Base
Diese Form der Begehung entspricht dem Begehungsstil Free Solo mit dem Unterschied, dass der Kletterer einen Fallschirm bei sich trägt, den er im Fall eines Sturzes nutzen kann. Die Bezeichnung wurde erstmals von Dean Potter verwendet.